# Mehrnbach
Mehrnbach ist eine Gemeinde in Oberösterreich im Bezirk Ried im Innkreis im Innviertel mit 2363 Einwohnern (Stand 1. Jänner 2024). Die Gemeinde liegt im Gerichtsbezirk Ried im Innkreis.

## Geografie
Mehrnbach liegt auf 443 m Höhe im Innviertel. Die Ausdehnung beträgt von Nord nach Süd 6,2 km, von West nach Ost 6,5 km. Die Gesamtfläche beträgt 22,2 km². 14,9 % der Fläche sind bewaldet, 73,9 % der Fläche sind landwirtschaftlich genutzt.

### Gemeindegliederung
Das Gemeindegebiet umfasst folgende Ortschaften (in Klammern Einwohnerzahl Stand 1. Jänner 2024):
- Abstätten (63)
- Aich (63) samt Schwarzenstraß
- Asenham (69)
- Atzing (79)
- Aubach (111)
- Aubachberg (190)
- Baching (66)
- Bubesting (16)
- Dopplhub (32) samt Zur Alm
- Fritzging (62)
- Gigling (36)
- Käfermühl (92)
- Langdorf (83)
- Mehrnbach (1019)
- Probenzing (40)
- Renetsham (114)
- Riegerting (31)
- Sieber (83)
- Steinbach (18)
- Stötten (29)
- Thaling (24)
- Zimetsberg (43) samt Blindenhofen

### Nachbargemeinden
| Wippenham             | Eitzing                                     | Aurolzmünster        |
| Kirchheim im Innkreis | Kompassrose, die auf Nachbargemeinden zeigt | Ried im Innkreis     |
| Mettmach              | Lohnsburg                                   | Neuhofen im Innkreis |

## Geschichte

### Geschichte zwischen 500 und 1800
Vor etwa 1500 Jahren wanderten die Bajuwaren in die Region ein. Ihr Anführer Itzo siedelte sich mit einem Teil seiner Leute in Eitzing an. Ein anderer Teil zog bis zur Quelle des Mehrnbachs. Damals wurden folgende Ortschaften gegründet: Atzo – Atzing, Fritz – Fritzging, Reno – Renetsham und Aso – Asenham. Dichter Wald bedeckte anfangs die Gegend von Baching, Bubesting, Sieber, Gigling und Dopplhub. Dieses Gebiet wird auch heute noch Oberholz genannt.
Die Siedlung Mehrbach entstand im Jahre 526. Der Baubeginn der ersten St. Martinskirche fand 788 statt, sie wurde 911 geweiht. Erstmals wurde das Gut zu Merenbach 1140 urkundlich erwähnt, der Ort Meranpach wurde 1160 urkundlich genannt. In Aufzeichnungen wurde Mernpach 1253 als Mutterpfarre von Ried verzeichnet. Im Jahre 1340 wurde in Ried ein Landgericht errichtet. Mehrnbach wurde von Ried im 14. Jahrhundert abgetrennt, in diesem Jahrhundert wurde ebenfalls der Hof zu Swaikkersberg (Schweiklberg) urkundlich erwähnt. Im 16. Jahrhundert erfolgte der Bau der Seitenschiffe der jetzigen dreischiffigen Kirche.

### Geschichte ab 1800
Im Zuge der Franzosenkriege kam es am 18. Dezember 1800 zum Kampf der österreichischen Husaren gegen die französische Armee am Schweiklberg (Schlacht bei Mehrnbach). Am 30. Oktober 1805 ritt das erste französische Heer durch Mehrnbach und nahm Ried in Besitz. Am 2. November 1805 zog Napoleon, von Braunau kommend, durch Mehrnbach nach Ried. Der Rückzug der französischen Truppen erfolgte dann im Januar 1810.
Am 23. August 1814 fand im damaligen Riedholz am Wege von Ried nach Renetsham in der Gemeinde Mehrnbach eine Enthauptung statt.
Ebenfalls im Jahre 1814 wurde Mehrnbach – nachdem 1518 der Pfarrherr von Mehrnbach seinen Sitz nach Ried verlegte – erneut selbständige Pfarre. Aufgrund der geringen Ernte brach 1816 in der Region eine Hungersnot aus.
Die Musikkapelle wurde 1851 von Tischlermeister Mathias Sperl ins Leben gerufen.
1857 wurde mit dem Bau des Schulhauses begonnen, welches am 11. November 1858 eingeweiht wurde. Es folgte 1870 der Bau der Eisenbahnstrecke Neumarkt-Simbach durch Mehrnbacher Gemeindegebiet. 1887 konnte die Haltestelle nach Fertigstellung der Bauarbeiten in Betrieb genommen werden.
Die Gemeinde Eitzing wurde 1881 von der politischen Gemeinde Mehrnbach getrennt. Am 26. Mai 1888 besuchte Erzherzog Albrecht anlässlich eines Manövers mit mehreren Generälen das Loderbauerngut. Im Jahre 1891 wurde Mehrnbach nun auch rechtlich wieder eine eigene Pfarre.
Am 24. Juli 1898 erfolgte eine Turmkreuz-Aufsteckungsfeier anlässlich des 50-jährigen Regierungsjubiläums des Kaisers Franz Josef I.
Zu Beginn des Ersten Weltkriegs rückten am 1. August 1914 138 Militär- und Landsturmpflichtige der Gemeinde ein, es folgten ihnen später noch weitere 98 Mann. 48 Wehrmänner kamen nach dem Ende des Krieges 1918 nicht mehr nach Hause. Am 11. Jänner 1920 wurde ein Heimkehrerfest gefeiert und die Notgeldscheinausgabe durchgeführt.
Bei der im Jahre 1920 durchgeführten Volkszählung waren in der Gemeinde Mehrnbach bereits 1.744 Einwohner verzeichnet.
Am 27. November 1921 erfolgte eine Glockenweihe (Glockenpatin war Theresia Andorfer) sowie die Enthüllung des Kriegerdenkmales. Ab März 1925 wurde die Währung in Schilling und Groschen geschrieben. Das gemeindeeigene Altenheim wurde 1932 auf Initiative des Bürgermeisters Zechmeister erbaut. Die Schlosskapelle Riegerting wurde ebenfalls in diesem Jahr errichtet. Bei einer weiteren Volkszählung im Jahr 1934 waren 1.738 Bürger in der Gemeinde ansässig, die Pfarre zählte 1.541 Seelen. Im August 1936 richtete ein Sturm im Ort große Schäden an.
Nach unruhigen Jahren in der Zeit des Nationalsozialismus wurde nach dem Ende des Zweiten Weltkriegs der Schulbetrieb eingestellt und das Schulgebäude diente als Kaserne, Lager und Quartier für das Militär. Im Herbst 1945 wurde die Schule wieder eröffnet und vierklassig geführt. Außerdem wurden hier zwei volksdeutsche und eine slowakische Flüchtlingsklassen untergebracht.
Die Musikkapelle Mehrbach wurde 1946 von Georg Burgstaller neu organisiert.
Die Glockenweihe der Kirche erfolgte 1949 durch Prälat Floridus Buttinger, die Einweihung des neuen Friedhofes fand 1955 statt, der neue Pfarrhof wurde 1956 eingeweiht.
Im Jahre 1957 wurde eine Raiffeisenkasse mit einer Tiefkühlanlage sowie 1958 eine Schule in Riegerting errichtet. Im September 1958 wurde mit dem Bau eines neuen Gemeindeamtes und des ersten Wohnblocks begonnen. Es folgten weitere Bauprojekte – die Errichtung der neuen Volksschule (1965–1967), welche 1975 mit einer neuen Turnhalle erweitert wurde, die Lagerhausfiliale (1968 errichtet und 1983 erweitert), der Neubau eines Pfarrheimes (1967) sowie die Erweiterung der Volksschule Riegerting durch einen Turnsaal (1971). Ab 1983 wurden die Feuerwehrzeughäuser der Feuerwehren Asenham, Blindenhofen, Mehrnbach, Oberholz und Riegerting neu gebaut. Das neue Feuerwehrhaus der FF Mehrbach wurde am 21. Juli 1991 seiner Bestimmung übergeben. 1991 verfügte die Gemeinde über 578 Gebäude mit 691 Wohnungen und 689 Haushalten, die von 2.108 Gemeindebürgern bewohnt wurden.
1997 fand die Innenrenovierung der Pfarrkirche statt, 2008 der Neubau des Fußball-Unionsgebäudes und im Jahre 2010 wurde die neue Zeugstätte der FF Mehrbach eröffnet.
2012 wurde der Ortskern stark überflutet.
In den folgenden Jahren wurden weitere Bauprojekte verwirklicht – der Neubau des neuen Pfarrheims (2014–2015), die Fertigstellung des neuen Spielplatzes (2015) sowie die Eröffnung des Gesundheitszentrums Mehrnbach in Riegerting (2016, ehemalige Volksschule).

### Bevölkerungsentwicklung
Die starke Zunahme der Bevölkerungszahl zwischen 1991 und 2001 erfolgte trotz negativer Wanderungsbilanz, da die Geburtenbilanz stark positiv war (+342). Nach 2001 blieb die Abwanderung gleich, die Geburtenrate ging jedoch zurück, sodass die Einwohnerzahl nur noch schwach anstieg.

## Kultur und Sehenswürdigkeiten

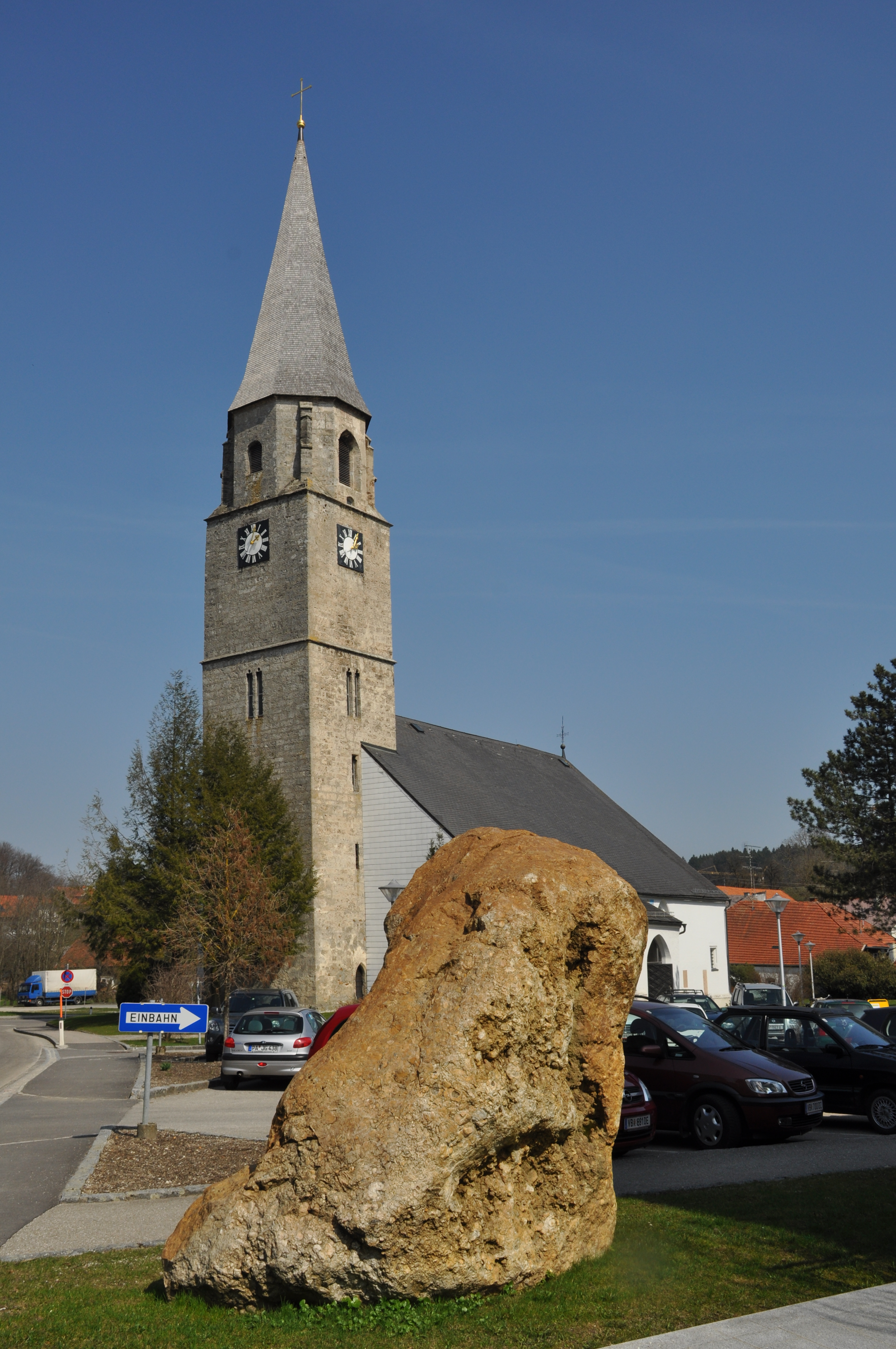
Pfarrkirche Mehrnbach

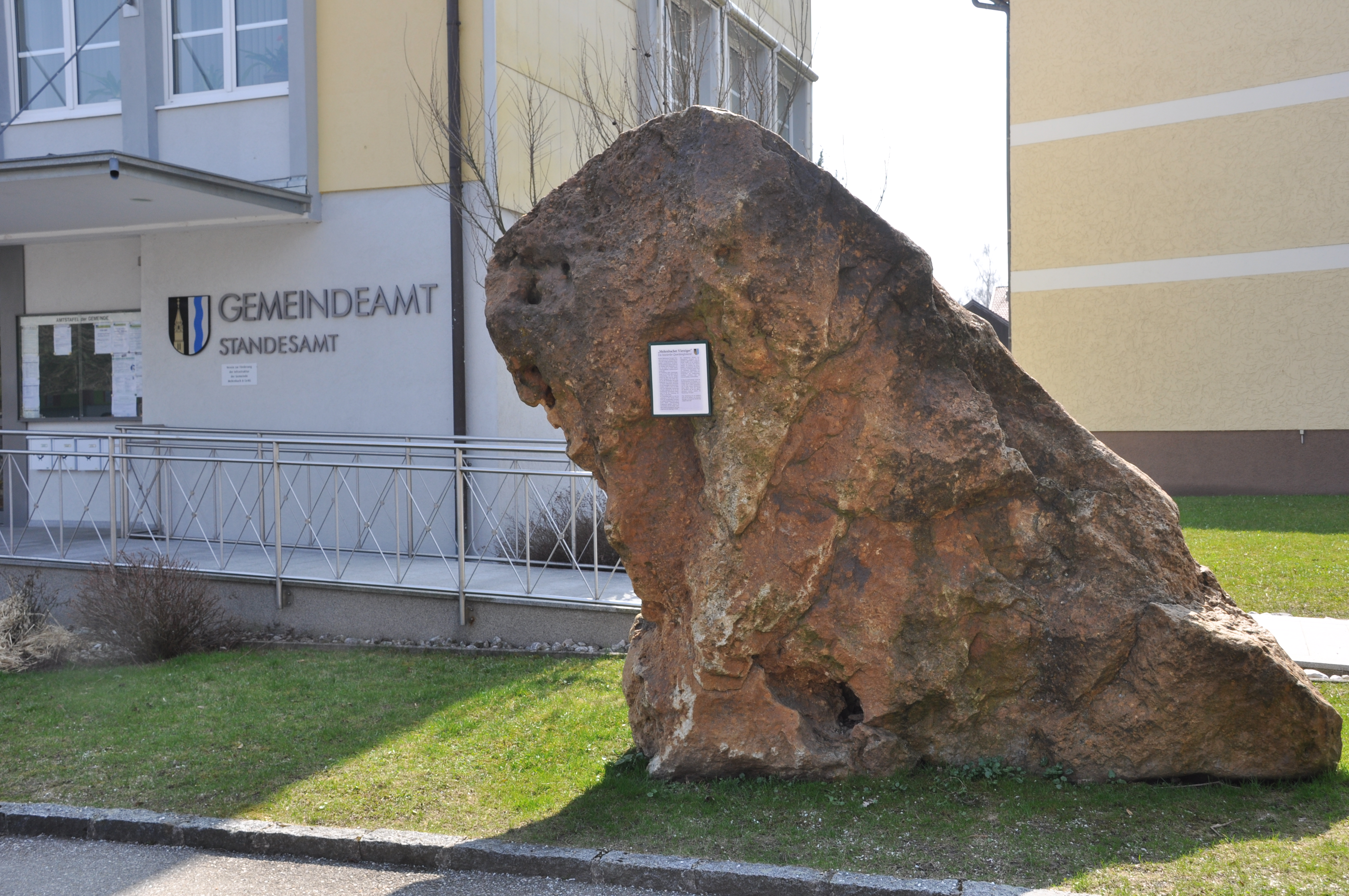
Mehrnbacher „40er“, Innviertler Quarzkonglomerat

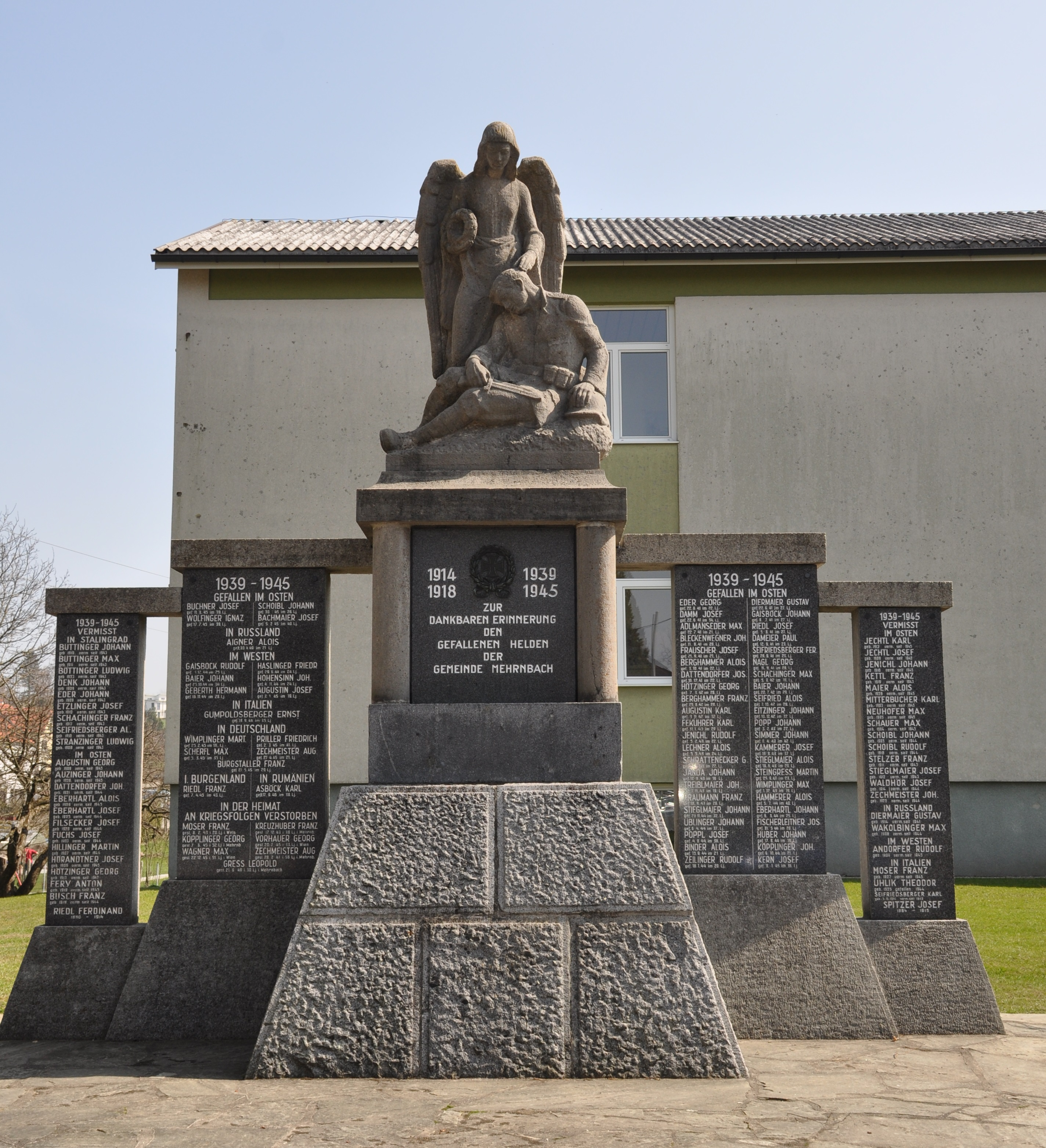
Kriegerdenkmal

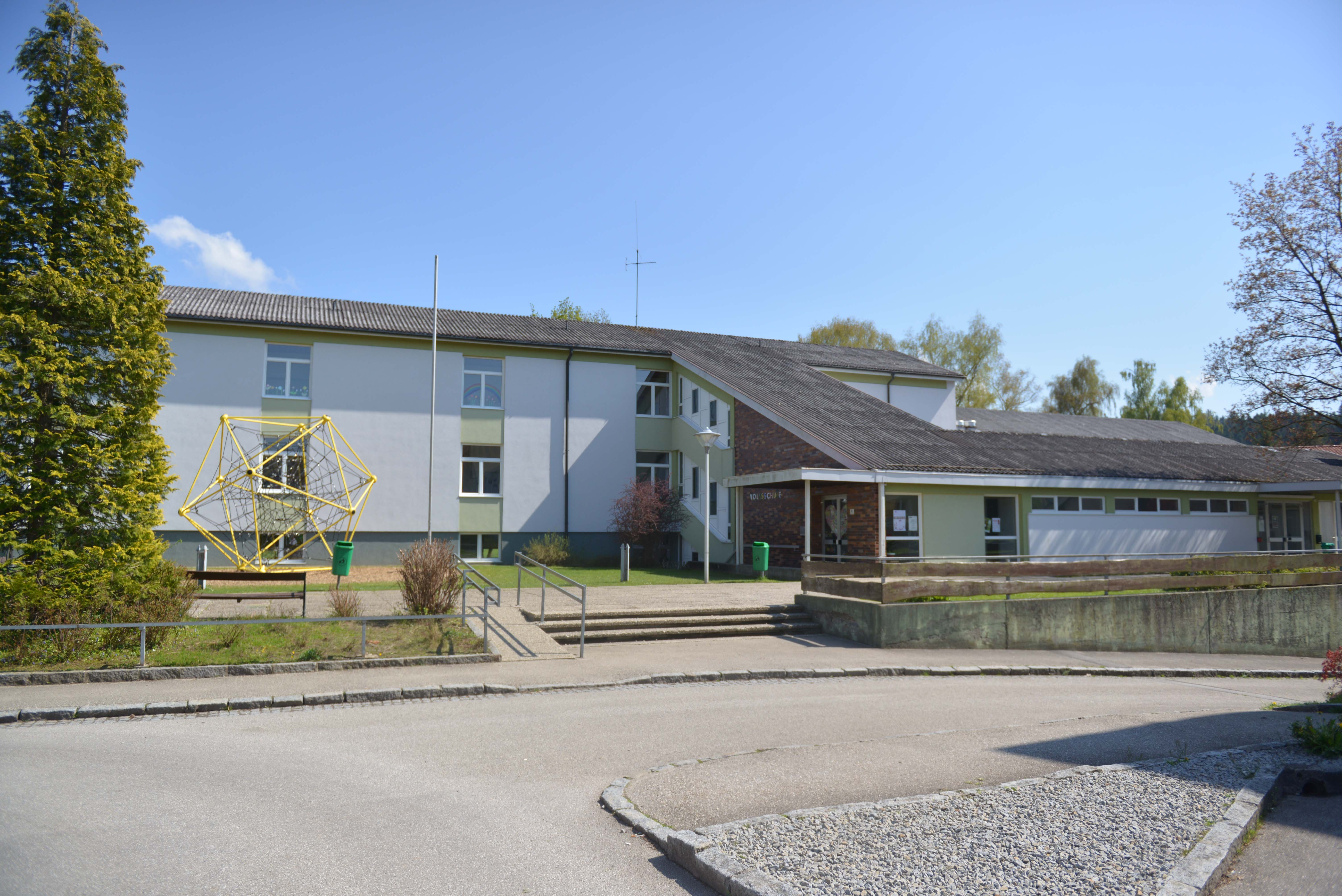
Volksschule Mehrnbach

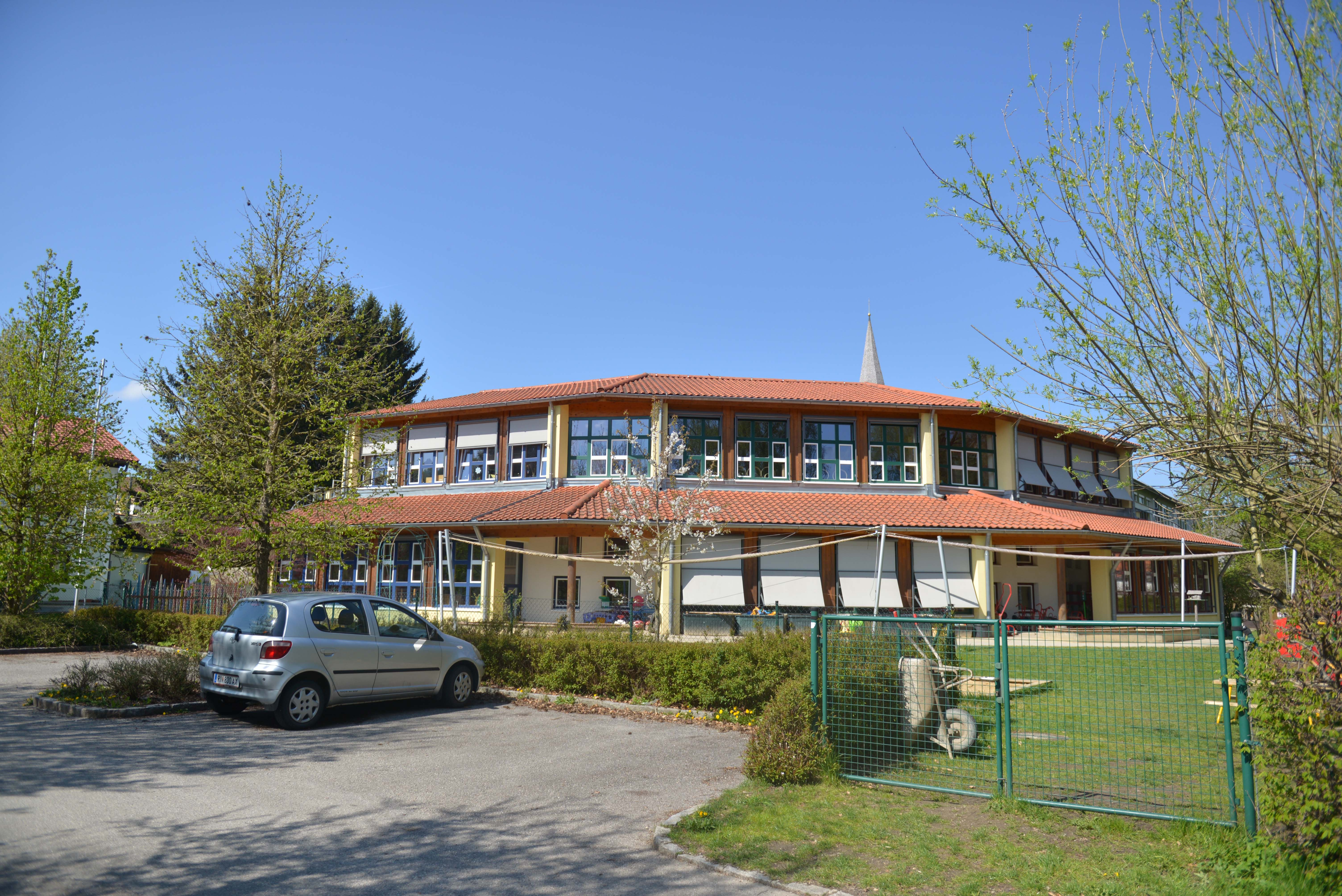
Kindergarten Mehrnbach

- Schloss Riegerting: Das Schloss steht im gleichnamigen Ortsteil von Mehrnbach und stammt aus dem 17. Jahrhundert. Die Schlosskapelle stammt aus dem Jahr 1685 und ist dem heiligen Isidor geweiht.
- Katholische Pfarrkirche Mehrnbach hl. Martin
- Mit der Dorferneuerung im Jahr 2015 gibt es in Mehrnbach an der B141 eine kleine Grünzone zur Erholung.
- Naturdenkmal: Bei den Mehrnbacher Vierzigern – ein Innviertler Quarzkonglomerat – handelt es sich um eine Ansammlung aus mehr oder weniger gerundeten Quarzgeröllen verschiedenster Korngröße. Die Besonderheit an diesem Gestein ist das kieselige (SiO2) Bindemittel, welches das Ganze zu einem harten, widerstandsfähigen Gesteinsverbund werden lässt. Die Entstehung dieser Quarzkonglomerate vor ca. 10 Mio. Jahren steht in Zusammenhang mit der Heraushebung der Alpen und der anschließenden Abtragung. Die Gerölle wurden aus den Zentralalpen über große Flusssysteme ins Vorland geschüttet. Aus diesen Vollschottern entwickelte sich erst nachträglich der Restschottercharakter, welcher an Ort und Stelle durch eine tiefgründige Verwitterung zu Kaolin entstanden ist. Die bei der Kaolinisierung freiwerdende Kieselsäure ist für die Verkittung der Schotter verantwortlich. Die Verkieselung greift von oben her zapfenartig in den Schotter hinein. Durch das unregelmäßige Eindringen der gelösten Kieselsäure haben sich an diesen Stellen widerstandsfähige Konglomerate gebildet, während die losen Schotter und die weniger verfestigten Anteile wie Sandsteine und Tone ausgeräumt und abgetragen wurden. Bei umgelagerten Blöcken des „Mehrnbacher Vierzigers“ ist die Oberfläche angeschliffen, so dass sich einzelne Gerölle auf der Schlifffläche in Form von Kreisen oder Ellipsen abbilden. Sie bestehen aus Quarzgeröllen verschiedenster Korngröße und einem verschieden großen Anteil an kieseligem Bindemittel. Die Hohlräume und Kolke, welche dem Konglomerat ein skulpturartiges Aussehen verleihen, sind auf Lösungsvorgänge zurückzuführen. In früheren Jahrhunderten wurde das Quarzkonglomerat als Baustein verwendet. Aus der Mehrnbacher Gegend wurden diese weithin transportiert, was zu dem Namen Mehrnbacher Steine führte. Nach der Anzahl der Bausteine, die aus den Blöcken gewonnen wurden, stammt die Bezeichnung „Vierziger“. Diese Bezeichnung hat sich allmählich auch auf die Bewohner von Mehrnbach übertragen, was auf gewisse Charakterzüge schließen lassen muss.[4]

### Regelmäßige Veranstaltungen
- Die Feuerwehren mit ihren Frühschoppen, Maibaumfeste & Sonnenwendfeuer.
- Die Landjugend veranstaltet Ende Mai Anfang Juni ihr Stadl-fest Mehrnbach.
- Die Musikkapelle führt ein Frühlingskonzert durch als auch das „Neujahr anblasen“ sowie den Glühweinstand zur Weihnachtszeit.
- Die Sportler machen das Sonnenwendfeuer und den Perchtenlauf in Mehrnbach.

## Wirtschaft und Infrastruktur

### Verkehr
Durch Mehrnbach führt die Rieder Straße (B141), welche die wichtigste Verbindung zwischen Ried im Innkreis und Braunau am Inn darstellt. Ebenso führt durch Mehrnbach die Oberinnviertler Landesstraße (L503) und die Mehrnbacher Bezirksstraße (L1083). Weiters gibt es zahlreiche Güterwege und historische Wege wie den „Erzherzog Albrecht-Weg“.

### Ansässige Unternehmen
- Scheuch Gruppe

### Bildung
Volksschule Mehrnbach: Zum Kriegsende 1945 wurde der Schulbetrieb eingestellt und das Gebäude diente als Kaserne, Lager und Quartier für das Militär. Im Herbst 1945 wurde die Schule wieder eröffnet und mit vier Klassen geführt. Weiters gab es zwei Klassen für Volksdeutsche und eine Klasse für slowakische Flüchtlinge. Die heutige Volksschule wurde 1965 erbaut. Das Gebäude der früheren Schule wurde ein Wohnhaus.

### Vereine
Folgende Sportvereine gibt es in Mehrnbach:
- Union Fußball Mehrnbach
- Union Fußball Riegerting
- Union Tennis Mehrnbach
- Union Stocksport

- Musikkapelle Mehrnbach: Die Geburtsstunde der Kapelle schlug im Jahre 1851. Als Gründervater gilt der Tischlermeister Mathias Sperl. Damals gab es keinen eigenen Probenraum, außerdem mussten die Mitglieder für Kleidung und Instrumente selbst aufkommen. Ähnlich schwierig war die Situation nach dem Zweiten Weltkrieg, als die Musikkapelle 1946 von Georg Burgstaller neu organisiert wurde. Heute umfasst die Musikkapelle Mehrnbach ca. 60 aktive Musiker.[5]

- Feuerwehren

In Mehrnbach gibt es fünf Feuerwehren.
- FF Mehrnbach
- FF Asenham
- FF Blindenhofen
- FF Oberholz
- FF Riegerting

## Politik
Der Gemeinderat hat 25 Mitglieder.

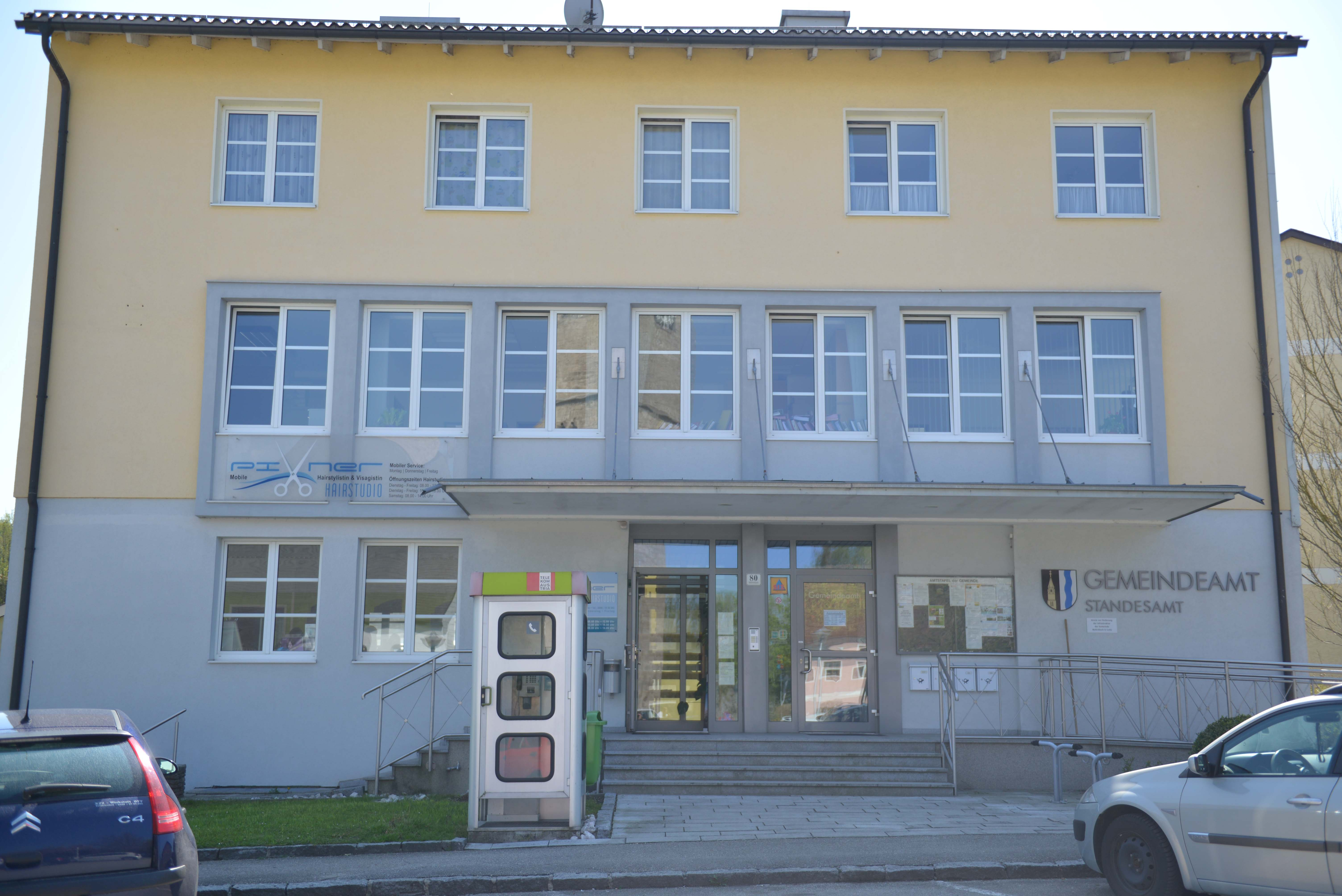
Gemeindeamt Mehrnbach

- Mit den Gemeinderats- und Bürgermeisterwahlen in Oberösterreich 2003 hatte der Gemeinderat folgende Verteilung: 11 ÖVP, 7 SPÖ und 7 FPÖ.
- Mit den Gemeinderats- und Bürgermeisterwahlen in Oberösterreich 2009 hatte der Gemeinderat folgende Verteilung: 10 ÖVP, 10 FPÖ und 5 SPÖ.
- Mit den Gemeinderats- und Bürgermeisterwahlen in Oberösterreich 2015 hatte der Gemeinderat folgende Verteilung: 11 ÖVP, 10 FPÖ und 4 SPÖ.
- Mit den Gemeinderats- und Bürgermeisterwahlen in Oberösterreich 2021 hat der Gemeinderat folgende Verteilung: 14 ÖVP, 7 FPÖ und 4 SPÖ.[7][8]

### Bürgermeister
Liste der Bürgermeister in Mehrnbach seit 1730.
- seit 2015 Georg Stieglmayr (ÖVP)
- 1991–2015 Peter Bahn (FPÖ)
- 1973–1991 Franz Hartl, vlg. Zaunerbauer.
- 1967–1973 Johann Haginger, vlg. Burgstaller
- 1949–1967 Johann Reinthaler, vlg. Wenzl
- 1945–1949 Jakob Voglsberger, vlg. Meister
- 1944–1945 Jakob Wimplinger, vlg. Toningbauer
- 1938–1944 Max Eder, vlg. Burbauer
- 1929–1938 Georg Zechmeister, vlg. Pfaffenbauer
- 1924–1929 Felix Buttinger, vlg. Greiner
- 1919–1924 Franz Neuhofer, Wirt
- 1914–1919 Jakob Voglsberger, vlg. Meister
- 1911–1914 Johann Reinthaler, vlg. Zechmeister
- 1908–1911 Jakob Voglsberger, vlg. Meister
- 1905–1908 Josef Gadringer, vlg. Prost
- 1902–1905 Jakob Voglsberger, vlg. Meister
- 1899–1902 Georg Eder
- 1896–1899 Johann Böttinger
- 1893–1896 Johann Andorfer
- 1890–1893 Josef Fischerleitner, vlg. Stampl
- 1879 Georg Pöttinger
- 1876 Johann Fischerleitner
- 1870 Josef Reitter
- 1867 Thomas Reinthaler
- 1861 Georg Sternbauer
- 1850 Josef Wiesner
- 1730 Johann Neuhofer

### Wappen
Blasonierung: Gespalten; rechts in Schwarz ein goldener, vom Schildfuß ausgehender Kirchturm mit zwei viereckigen Untergeschoßen, einem achtseitigen Obergeschoß mit Strebepfeilern und einem achteckigen Spitzdach, bekrönt mit Kugel und Kreuz, die Geschoße getrennt durch Kaffgesimse, im untersten Geschoß zwei schwarze, rechteckige Fensteröffnungen, im Obergeschoß ein schwarzes, spitzbogiges Fenster; links in Silber ein blauer Wellenpfahl.
Die Gemeindefarben sind Weiß-Blau.

## Persönlichkeiten
- August Augustin (1818–1902), Vordenker der Turnbewegung und des Feuerlöschwesens in der Steiermark
- Max Augustin (1886–1943), Lehrer und Politiker
- Floridus Buttinger (1888–1963), Propst und Abt von Stift Reichersberg
- Helmuth Fetz (1928–2010), Landschaftsmaler
- Rupert Haginger (1898–1945), Augustiner-Chorherr von Stift Reichersberg, bei Endphaseverbrechen erschossen[11]
- Chrysostomus Hanthaler (1690–1754), Zisterziensermönch, Historiker und Numismatiker
- Peter Bahn (1957–2023), Landtagsabgeordneter; Bürgermeister von Mehrnbach von 1991 bis 2015
- Karl von Venningen-Ullner von Diepurg (1866–1914), war ein Großgrundbesitzer, Sportfunktionär und preußischer Kavallerieoffizier.